# 小行星列表/123501-123600
| 名稱         | 臨時編號   | 發現日期       | 發現地點     | 發現者                                         |
| ------------ | ---------- | -------------- | ------------ | ---------------------------------------------- |
| 小行星123501 | 2000 WM180 | 2000年11月27日 | 索科罗       | 林肯近地小行星研究小组                         |
| 小行星123502 | 2000 WV180 | 2000年11月29日 | 索科罗       | 林肯近地小行星研究小组                         |
| 小行星123503 | 2000 WW180 | 2000年11月29日 | 索科罗       | 林肯近地小行星研究小组                         |
| 小行星123504 | 2000 WE181 | 2000年11月29日 | 索科罗       | 林肯近地小行星研究小组                         |
| 小行星123505 | 2000 WO181 | 2000年11月30日 | 可可尼诺县   | 洛厄尔天文台近地小行星搜寻计划                 |
| 小行星123506 | 2000 WA182 | 2000年11月25日 | 索科罗       | 林肯近地小行星研究小组                         |
| 小行星123507 | 2000 WP182 | 2000年11月20日 | 可可尼诺县   | 洛厄尔天文台近地小行星搜寻计划                 |
| 小行星123508 | 2000 WU182 | 2000年11月18日 | 索科罗       | 林肯近地小行星研究小组                         |
| 小行星123509 | 2000 WK183 | 2000年11月26日 | 拉西拉天文台 | O. R. Hainaut、C. E. Delahodde、A. C. Delsanti |
| 小行星123510 | 2000 WV184 | 2000年11月29日 | 可可尼诺县   | 洛厄尔天文台近地小行星搜寻计划                 |
| 小行星123511 | 2000 WP185 | 2000年11月29日 | 索科罗       | 林肯近地小行星研究小组                         |
| 小行星123512 | 2000 WU187 | 2000年11月16日 | 可可尼诺县   | 洛厄尔天文台近地小行星搜寻计划                 |
| 小行星123513 | 2000 WV188 | 2000年11月18日 | 可可尼诺县   | 洛厄尔天文台近地小行星搜寻计划                 |
| 小行星123514 | 2000 WY190 | 2000年11月19日 | 可可尼诺县   | 洛厄尔天文台近地小行星搜寻计划                 |
| 小行星123515 | 2000 WH192 | 2000年11月19日 | 可可尼诺县   | 洛厄尔天文台近地小行星搜寻计划                 |
| 小行星123516 | 2000 XN1   | 2000年12月3日  | 基特峰       | 太空监视                                       |
| 小行星123517 | 2000 XY1   | 2000年12月3日  | 基特峰       | 太空监视                                       |
| 小行星123518 | 2000 XK3   | 2000年12月1日  | 索科罗       | 林肯近地小行星研究小组                         |
| 小行星123519 | 2000 XM3   | 2000年12月1日  | 索科罗       | 林肯近地小行星研究小组                         |
| 小行星123520 | 2000 XY3   | 2000年12月1日  | 索科罗       | 林肯近地小行星研究小组                         |
| 小行星123521 | 2000 XD4   | 2000年12月1日  | 索科罗       | 林肯近地小行星研究小组                         |
| 小行星123522 | 2000 XA5   | 2000年12月1日  | 索科罗       | 林肯近地小行星研究小组                         |
| 小行星123523 | 2000 XY7   | 2000年12月1日  | 索科罗       | 林肯近地小行星研究小组                         |
| 小行星123524 | 2000 XW9   | 2000年12月1日  | 索科罗       | 林肯近地小行星研究小组                         |
| 小行星123525 | 2000 XB10  | 2000年12月1日  | 索科罗       | 林肯近地小行星研究小组                         |
| 小行星123526 | 2000 XO12  | 2000年12月4日  | 索科罗       | 林肯近地小行星研究小组                         |
| 小行星123527 | 2000 XQ12  | 2000年12月4日  | 索科罗       | 林肯近地小行星研究小组                         |
| 小行星123528 | 2000 XZ12  | 2000年12月4日  | 索科罗       | 林肯近地小行星研究小组                         |
| 小行星123529 | 2000 XA13  | 2000年12月4日  | 索科罗       | 林肯近地小行星研究小组                         |
| 小行星123530 | 2000 XL13  | 2000年12月4日  | 索科罗       | 林肯近地小行星研究小组                         |
| 小行星123531 | 2000 XT13  | 2000年12月4日  | 索科罗       | 林肯近地小行星研究小组                         |
| 小行星123532 | 2000 XZ13  | 2000年12月4日  | 普賢山       | Y.-B. Jeon、B.-C. Lee                          |
| 小行星123533 | 2000 XX15  | 2000年12月1日  | 索科罗       | 林肯近地小行星研究小组                         |
| 小行星123534 | 2000 XD16  | 2000年12月1日  | 索科罗       | 林肯近地小行星研究小组                         |
| 小行星123535 | 2000 XF16  | 2000年12月1日  | 索科罗       | 林肯近地小行星研究小组                         |
| 小行星123536 | 2000 XU17  | 2000年12月4日  | 索科罗       | 林肯近地小行星研究小组                         |
| 小行星123537 | 2000 XE18  | 2000年12月4日  | 索科罗       | 林肯近地小行星研究小组                         |
| 小行星123538 | 2000 XR19  | 2000年12月4日  | 索科罗       | 林肯近地小行星研究小组                         |
| 小行星123539 | 2000 XV19  | 2000年12月4日  | 索科罗       | 林肯近地小行星研究小组                         |
| 小行星123540 | 2000 XN20  | 2000年12月4日  | 索科罗       | 林肯近地小行星研究小组                         |
| 小行星123541 | 2000 XS20  | 2000年12月4日  | 索科罗       | 林肯近地小行星研究小组                         |
| 小行星123542 | 2000 XM21  | 2000年12月4日  | 索科罗       | 林肯近地小行星研究小组                         |
| 小行星123543 | 2000 XG22  | 2000年12月4日  | 索科罗       | 林肯近地小行星研究小组                         |
| 小行星123544 | 2000 XK22  | 2000年12月4日  | 索科罗       | 林肯近地小行星研究小组                         |
| 小行星123545 | 2000 XN22  | 2000年12月4日  | 索科罗       | 林肯近地小行星研究小组                         |
| 小行星123546 | 2000 XK23  | 2000年12月4日  | 索科罗       | 林肯近地小行星研究小组                         |
| 小行星123547 | 2000 XS23  | 2000年12月4日  | 索科罗       | 林肯近地小行星研究小组                         |
| 小行星123548 | 2000 XT24  | 2000年12月4日  | 索科罗       | 林肯近地小行星研究小组                         |
| 小行星123549 | 2000 XF25  | 2000年12月4日  | 索科罗       | 林肯近地小行星研究小组                         |
| 小行星123550 | 2000 XK25  | 2000年12月4日  | 索科罗       | 林肯近地小行星研究小组                         |
| 小行星123551 | 2000 XU26  | 2000年12月4日  | 索科罗       | 林肯近地小行星研究小组                         |
| 小行星123552 | 2000 XD29  | 2000年12月4日  | 索科罗       | 林肯近地小行星研究小组                         |
| 小行星123553 | 2000 XN29  | 2000年12月4日  | 索科罗       | 林肯近地小行星研究小组                         |
| 小行星123554 | 2000 XL30  | 2000年12月4日  | 索科罗       | 林肯近地小行星研究小组                         |
| 小行星123555 | 2000 XP30  | 2000年12月4日  | 索科罗       | 林肯近地小行星研究小组                         |
| 小行星123556 | 2000 XW30  | 2000年12月4日  | 索科罗       | 林肯近地小行星研究小组                         |
| 小行星123557 | 2000 XJ32  | 2000年12月4日  | 索科罗       | 林肯近地小行星研究小组                         |
| 小行星123558 | 2000 XD33  | 2000年12月4日  | 索科罗       | 林肯近地小行星研究小组                         |
| 小行星123559 | 2000 XG33  | 2000年12月4日  | 索科罗       | 林肯近地小行星研究小组                         |
| 小行星123560 | 2000 XT33  | 2000年12月4日  | 索科罗       | 林肯近地小行星研究小组                         |
| 小行星123561 | 2000 XD34  | 2000年12月4日  | 索科罗       | 林肯近地小行星研究小组                         |
| 小行星123562 | 2000 XU34  | 2000年12月4日  | 索科罗       | 林肯近地小行星研究小组                         |
| 小行星123563 | 2000 XY34  | 2000年12月4日  | 索科罗       | 林肯近地小行星研究小组                         |
| 小行星123564 | 2000 XC35  | 2000年12月4日  | 索科罗       | 林肯近地小行星研究小组                         |
| 小行星123565 | 2000 XP35  | 2000年12月4日  | 索科罗       | 林肯近地小行星研究小组                         |
| 小行星123566 | 2000 XR35  | 2000年12月5日  | 索科罗       | 林肯近地小行星研究小组                         |
| 小行星123567 | 2000 XV35  | 2000年12月5日  | 索科罗       | 林肯近地小行星研究小组                         |
| 小行星123568 | 2000 XZ35  | 2000年12月5日  | 索科罗       | 林肯近地小行星研究小组                         |
| 小行星123569 | 2000 XC36  | 2000年12月5日  | 索科罗       | 林肯近地小行星研究小组                         |
| 小行星123570 | 2000 XP36  | 2000年12月5日  | 索科罗       | 林肯近地小行星研究小组                         |
| 小行星123571 | 2000 XV36  | 2000年12月5日  | 索科罗       | 林肯近地小行星研究小组                         |
| 小行星123572 | 2000 XZ36  | 2000年12月5日  | 索科罗       | 林肯近地小行星研究小组                         |
| 小行星123573 | 2000 XG37  | 2000年12月5日  | 索科罗       | 林肯近地小行星研究小组                         |
| 小行星123574 | 2000 XJ37  | 2000年12月5日  | 索科罗       | 林肯近地小行星研究小组                         |
| 小行星123575 | 2000 XA38  | 2000年12月5日  | 索科罗       | 林肯近地小行星研究小组                         |
| 小行星123576 | 2000 XV38  | 2000年12月4日  | 索科罗       | 林肯近地小行星研究小组                         |
| 小行星123577 | 2000 XJ39  | 2000年12月4日  | 索科罗       | 林肯近地小行星研究小组                         |
| 小行星123578 | 2000 XV39  | 2000年12月4日  | 索科罗       | 林肯近地小行星研究小组                         |
| 小行星123579 | 2000 XA40  | 2000年12月5日  | 索科罗       | 林肯近地小行星研究小组                         |
| 小行星123580 | 2000 XK40  | 2000年12月5日  | 索科罗       | 林肯近地小行星研究小组                         |
| 小行星123581 | 2000 XO40  | 2000年12月5日  | 索科罗       | 林肯近地小行星研究小组                         |
| 小行星123582 | 2000 XQ40  | 2000年12月5日  | 索科罗       | 林肯近地小行星研究小组                         |
| 小行星123583 | 2000 XR40  | 2000年12月5日  | 索科罗       | 林肯近地小行星研究小组                         |
| 小行星123584 | 2000 XT40  | 2000年12月5日  | 索科罗       | 林肯近地小行星研究小组                         |
| 小行星123585 | 2000 XD41  | 2000年12月5日  | 索科罗       | 林肯近地小行星研究小组                         |
| 小行星123586 | 2000 XH41  | 2000年12月5日  | 索科罗       | 林肯近地小行星研究小组                         |
| 小行星123587 | 2000 XK42  | 2000年12月5日  | 索科罗       | 林肯近地小行星研究小组                         |
| 小行星123588 | 2000 XM42  | 2000年12月5日  | 索科罗       | 林肯近地小行星研究小组                         |
| 小行星123589 | 2000 XE44  | 2000年12月6日  | 索科罗       | 林肯近地小行星研究小组                         |
| 小行星123590 | 2000 XT45  | 2000年12月15日 | 索科罗       | 林肯近地小行星研究小组                         |
| 小行星123591 | 2000 XV45  | 2000年12月15日 | 索科罗       | 林肯近地小行星研究小组                         |
| 小行星123592 | 2000 XP46  | 2000年12月7日  | 索科罗       | 林肯近地小行星研究小组                         |
| 小行星123593 | 2000 XZ46  | 2000年12月15日 | 索科罗       | 林肯近地小行星研究小组                         |
| 小行星123594 | 2000 XF49  | 2000年12月4日  | 索科罗       | 林肯近地小行星研究小组                         |
| 小行星123595 | 2000 XN50  | 2000年12月5日  | 索科罗       | 林肯近地小行星研究小组                         |
| 小行星123596 | 2000 XX51  | 2000年12月6日  | 索科罗       | 林肯近地小行星研究小组                         |
| 小行星123597 | 2000 YN2   | 2000年12月19日 | 索科罗       | 林肯近地小行星研究小组                         |
| 小行星123598 | 2000 YW3   | 2000年12月18日 | 基特峰       | 太空监视                                       |
| 小行星123599 | 2000 YJ5   | 2000年12月20日 | 索科罗       | 林肯近地小行星研究小组                         |
| 小行星123600 | 2000 YL5   | 2000年12月20日 | 索科罗       | 林肯近地小行星研究小组                         |